# Ryūgasaki
Ryūgasaki (jap. 龍ケ崎市 Ryūgasaki-shi) – miasto w Japonii, w prefekturze Ibaraki, na wyspie Honsiu. Ma powierzchnię 78,59 km². W 2020 r. mieszkało w nim 76 455 osób, w 31 960 gospodarstwach domowych  (w 2010 r. 80 340 osób, w 30 072 gospodarstwach domowych).
W mieście rozwinął się przemysł elektrotechniczny oraz chemiczny.

## Historia
Wraz z utworzeniem nowego systemu administracyjnego 1 kwietnia 1889 roku w powiecie Kōchi powstała miejscowość Ryūgasaki. 1 kwietnia 1896 roku Ryūgasaki została częścią nowo powstałego powiatu Inashiki. 20 marca 1954 roku, w wyniku połączenia miejscowości Ryūgasaki z wioskami Nareshiba, Ōmiya, Yabara i Nagato (z powiatu Inashiki), Kawarashiro i Kitamonma (z powiatu Kitasōma) powstało miasto Ryūgasaki. 21 marca 1954 roku część wioski Takasu (z powiatu Kitasōma) została włączona do miasta. 21 lutego 1955 roku część wsi Kuga (z powiatu Kitasōma) została włączona do miasta.

## Geografia
Miasto sąsiaduje z miejscowościami:
- Ushiku
- Tsukuba
- Inashiki
- Toride
- Tsukubamirai
- Kawachi
- Tone

## Populacja
Zmiany w populacji terenu miasta w latach 1950–2020: